# بیل چارنلی
بیل چارنلی (انگلیسی: Bill Charnley؛ زادهٔ 1895) بازیکن فوتبال اهل بریتانیا است.
از باشگاه‌هایی که در آن بازی کرده‌است می‌توان به باشگاه فوتبال استوک سیتی و باشگاه فوتبال آبردین اشاره کرد.